# Biserica de lemn din Racovița, Gorj

Biserica de lemn din Racoviţa, Gorj. Foto: 2009

Pisania de deasupra intrării în biserică. Foto: 2009

Biserica de lemn din Racovița, comuna Polovragi, județul Gorj a fost construită la sfârșitul secolului al XIX-lea. Are hramul „Sfinții Îngeri”.

## Istoric
Biserica este o rectitorire a unui lăcaș de cult din lemn mai vechi, aflat pe același amplasament. Reconstrucția a avut loc între 1886 și 1890, în timpul păstoririi preotului Ioan Ionescu. Biserica a fost pictată de Toma Cristescu din Bărbătești, Vâlcea și sfințită de episcopul Râmnicului Ghenadie Enăceanu. Din punct de vedere al formei și planimetriei se încadrează în tipologia bisericilor de lemn din zona Gorjului. Nota distinctă o dau cele două turle, una amplasată deasupra pronaosului, cealaltă deasupra navei.